# 黑翅燕鸻
黑翅燕鸻（学名：Glareola nordmanni），是鸻形目燕鸻科的一种鸟类。

## 特征
黑翅燕鸻体重约97.19克，翼长约196毫米，嘴峰长约19.9毫米，喙宽度约5.2毫米，喙厚度约5.9毫米，跗蹠长约35.8毫米，尾长约97.4毫米。黑翅燕鸻是候鸟，其栖息在开放的草原环境中，食性为肉食性，主要食物来源是陆生无脊椎动物。

## 分布
罗马尼亚至俄罗斯西南部和哈萨克斯坦北部；越冬于南非。